# Susan Raymond
Susan Raymond (* 20. Jahrhundert) ist eine US-amerikanische Filmproduzentin und Drehbuchautorin sowie Filmregisseurin, die im Bereich des Dokumentarfilms tätig ist.
Raymond wuchs in Broadview, Illinois auf und machte einen Abschluss in Soziologie an der DePaul University.
Raymonds erste Arbeit mit großer Außenwirkung war die Dokumentation An American Family, produziert von Craig Gilbert, die 1973 veröffentlicht wurde und das Leben der Loud-Familie dokumentiert. Gemeinsam mit ihrem Mann Alan Raymond, der ebenfalls an der Serie beteiligt war, trat sie danach als unabhängige Filmemacherin erstmals 1977 mit The Police Tapes in Erscheinung. Es folgte rund ein Dutzend weiterer Produktionen, an denen sie als Regisseurin und Produzentin beteiligt war. Bei der Oscarverleihung 1994 wurden die beiden für I Am a Promise: The Children of Stanton Elementary School (auch bekannt als Kein Herz für Kinder) mit dem Oscar in der Kategorie Bester Dokumentarfilm ausgezeichnet, bei der Oscarverleihung 1992 hatten sie für Doing Time: Life Inside the Big House  eine Nominierung erhalten. Im Jahr 1994 und 2000 gewannen sie je einen Emmy.
Themen ihrer Filme sind insbesondere Polizei, Gefängnis, Religion und Bildung.
2010 wurde Raymond mit ihrem Mann von International Documentary Association für ihr Schaffen mit dem Pioneer Award geehrt.

## Filmografie (Auswahl)
- 1987: Elvis 56
- 1991: Doing Time: Life Inside the Big House
- 1993: I Am a Promise: The Children of Stanton Elementary School (auch Kein Herz für Kinder)
- 1999: Kinder im Krieg – Kriegskinder (Children in War)